# Radikal 172
Radikal 172 mit der Bedeutung „kleiner Vogel“ ist eines von neun der 214 traditionellen Radikale der chinesischen Schrift, die mit acht Strichen geschrieben werden.
Mit 32 Zeichenverbindungen in Mathews’ Chinese-English Dictionary gibt es relativ viele Schriftzeichen, die unter diesem Radikal im Lexikon zu finden sind.
Radikal Vogel nimmt nur in der Langzeichen-Liste traditioneller Radikale, die aus 214 Radikalen besteht, die 172. Position ein. In modernen Kurzzeichen-Wörterbüchern kann es sich an ganz anderer Stelle finden. Im Neuen chinesisch-deutschen Wörterbuch aus der Volksrepublik China steht es zum Beispiel an 208. Stelle.
Als Einzelzeichen kommt dieses Schriftzeichen nicht mehr vor. Orakelknochen und Bronzeform zeigen einen Vogel mit kurzem Schwanz, weshalb die Zeichen mit 隹 als Sinnträger in den Zusammenhang Vogel gehören wie 雀 (麻雀 = Spatz), 雁 (大雁 = Wildgans), 雕 (in: 老雕 = Geier). 雇 (= mieten) besteht aus 户 (hu) als Laut- und 隹 als Sinnträger und bezeichnet ursprünglich einen Zugvogel. Auch 难 (= schwierig) stand zunächst für einen Vogel und übernahm erst später als Leihzeichen die Bedeutung schwierig. 集 (= versammeln) bestand ursprünglich aus dreimal 隹, zwei unten, einer oben und einem 木 (mu = Baum) darunter: Drei Vögel haben sich auf einem Baum versammelt. Als Lautträger fungiert 隹 in zahlreichen Zeichen wie zum Beispiel in 椎 (= Halswirbel), 锥 (= Ahle), 谁 (= wer), 堆 (= aufstacheln), 推 (= schieben), 唯 bzw. 惟 (= allein) und im Namen des Flusses Huai 淮. 售 (= verkaufen) schrieb sich eigentlich mit 言 (= Wort) links und 雠, zwei Vögeln rechts, die als Lautträger dienten.

## Schriftzeichenverbindungen, die vom Radikal 172 regiert werden
| Striche | Zeichen                       |
| ------- | ----------------------------- |
| +0      | 隹                            |
| +02     | 隺 隻 隼 隽 难                |
| +03     | 寉 隿 雀                      |
| +04     | 雁 雂 雃 雄 雅 集 雇 雈       |
| +05     | 雉 雊 雋 雌 雍 雎 雏          |
| +06     | 雐 雑 雒                      |
| +07     | 雓                            |
| +08     | 雔 雕                         |
| +09     | 雖                            |
| +10     | 雗 雘 雙 雚 雛 雜 雝 雞 雟 雠 |
| +11     | 雡 離 難                      |
| +13     | 雤                            |
| +16     | 雥 雦                         |
| +20     | 雧                            |

 Im Unicodeblock Kangxi-Radikale ist das Radikal 172 unter der Codepointnummer 12.203 (U+2FAB) codiert.